# Genteng (Genteng)
Genteng is een bestuurslaag in het regentschap Soerabaja van de provincie Oost-Java, Indonesië. Genteng telt 6154 inwoners (volkstelling 2010).